# Bradycellus nubifer
Bradycellus nubifer är en skalbaggsart som beskrevs av Leconte 1852. Bradycellus nubifer ingår i släktet Bradycellus och familjen jordlöpare. Inga underarter finns listade i Catalogue of Life.